# Cinclidotus bistratosus
Cinclidotus bistratosus är en bladmossart som beskrevs av Harald Kürschner och Lübenau-nestle 2000. Cinclidotus bistratosus ingår i släktet Cinclidotus och familjen Cinclidotaceae. Inga underarter finns listade i Catalogue of Life.